# Олівія Палермо
Олівія Толедо Палермо (англ. Olivia Toledo Palermo, 28 лютого 1986, Нью-Йорк) — американська модель, акторка, світська левиця, інфлюєнсерка та підприємиця італійського походження. Прославилася завдяки участі в реаліті-шоу «Місто» на каналі MTV. Вважається сучасною іконою стилю, відома своїми бездоганними природними образами.

## Біографія
Народилась 28 лютого 1986 року в Нью-Йорку, США в сім'ї Дугласа Палермо, багатого забудовника родом з півдня Італії, і американки Лінн Гатчінгс, дизайнерки інтер'єрів. Виросла між Верхнім Іст-Сайдом в Нью-Йорку і Гринвічем, штат Коннектикут, де відвідувала престижну школу Соловей-Бемфорд. Потім Олівія продовжила освіту в школі Святого Луки, де входила в команду з хокею на траві.
Після школи Олівія навчалася в Американському Університеті Парижа, а також протягом двох років вивчала медіа в університеті Нова Школа у Нью-Йорку. У 2008 році Олівія Палермо увійшла до складу учасників популярного реаліті-шоу «Місто» на каналі MTV, метою якого було задокументувати і показати життя акторів у Нью-Йорку. Хоча спочатку дівчина всіляко заперечувала чутки про свою участь у проєкті, вона все ж з'явилася там, після чого й отримала широку популярність в Америці. За словами самої Олівії, вона погодилася знятися в серіалі, щоб спробувати свої сили в області акторської майстерності. Прем'єра шоу відбулася на каналі MTV 29 грудня 2008 року. У пресі була опублікована інформація про те, що за участь в одному епізоді "Міста" Палермо отримала 12 тисяч доларів. В рамках проєкту Палермо деякий час працювала в PR-департаменті марки Діана фон Фюрстенберг, а після цього — у відділі аксесуарів журналу Elle. Друга частина першого сезону реаліті-шоу стартувала на MTV у вересні 2009 року. У ній Палермо отримала набагато більш значиму роль і більше ефірного часу. У 2010 році відбувся показ фінального сезону шоу, в якому Палермо вела репортажі на сайті Elle.com.
У 2009 році Олівія Палермо підписала контракт з модельним агентством Вільгельміна моделі. Вона з'явилася на обкладинках журналів Elle Мексика, Tatler, ASOS Magazine, магазин до упаду і Marie Claire UK. Разом зі своїм бойфрендом Йоханнесом Хьблом (Йоханнес Huebl) брала участь у зйомках рекламних кампаній Манго і Хоган сезону осінь-зима 2010.
У 2010 році Олівія Палермо випустила лінію прикрас спільно з маркою Роберта Freymann і стала обличчям колекції "Mediterraneo" іспанського ювелірного бренду Carrera у Carrera. У 2007 році Олівія Палермо стажувалася у відомому американському журналі про світське життя Quest. Палермо є членкинею благодійної організації Друзі Комітет жителів Нью-Йорка Для дітей і входить до комітету Operation Smile. У вересні 2014 року в магазинах з'явиться колекція взуття, яку Олівія розробила для бреду Aquazzura.
З чуток, Олівія Палермо є прототипом Блер Волдорф, героїні відомого серіалу «Пліткарка» (англ. Gossip Girl).
З 2008 року Олівія Палермо полягає в стосунках з моделлю Йоганнесом Г'юблом. Вони живуть разом в Брукліні, Нью-Йорк. В червні 2014 року Олівія та Йоганнес одружилися в Manhattan's City Hall.